# 交響曲第1番 (スクリャービン)
交響曲 第1番 ホ長調 作品26は、アレクサンドル・スクリャービンが1900年に完成させた管弦楽曲である。2人の独唱者と混声合唱が終楽章に導入された合唱交響曲であり、6つの楽章による野心的な力作である。彼の他の後続の交響曲の「～の詩」という表題になぞらえて「芸術的な詩」と評されることもある。この芸術至上主義の作品は、スクリャービンの神智学への早くからの傾倒を示す実例として重要である。

## 成立
1898年の秋よりモスクワ音楽院ピアノ教授に就任したスクリャービンは、1899年の夏から1900年の4月にかけてモスクワで《交響曲 第1番》を作曲した。しかし、これが最初の管弦楽曲というわけではなく、1896年に作品番号なしの《交響的アレグロ》を、次いで1896年から1897年にかけて《ピアノ協奏曲 嬰ヘ短調》作品20を、それから1898年に小品の《夢（フランス語: Rêverie）》作品24を作曲している。

## 楽器編成
フルート3（第3フルートはピッコロ持ち替え）、オーボエ2、クラリネット3、ファゴット2、ホルン4、トランペット3、トロンボーン3、チューバ1、ティンパニー、グロッケンシュピール、弦楽五部。さらに終楽章には、メゾソプラノ独唱とテノール独唱、混声合唱とハープを追加。

## 演奏時間
約50分（各楽章8分、9分、10分、3分、7分、13分の割合）

## 各楽章の特徴
6楽章構成は、古典的な4楽章の交響曲から派生したのかもしれないが、冒頭楽章の緩やかな導入部だけでなく、最終楽章の終結部分（ベートーヴェンの《第9交響曲》を雛型とした賛歌による幕切れ）もまた、独立した楽章として切り離すことができる。いくつかの楽章で主題同士が互いに関連付けられている。たとえば終楽章の導入部は、開始楽章の結末に結び付いている。
- 1. Lento （レント）ホ長調

瞑想的かつ抒情的な基調は、先行する管弦楽曲《夢》作品24を思い起こさせる。支配的な主題は3つあり、全音階的な第1主題、半音階的な第2主題、五音音階による第3主題である。
- 2. Allegro dramatico （アレグロ・ドラマティコ）ホ短調

ソナタ形式による楽章である。第1主題は、短く跳ねるような動機要素によって形成され、その後にカンタービレの後楽節が続く。
- 3. Lento （レント）ロ長調

続いてABA形式の楽章が来る。リヒャルト・ワーグナーを連想させるトリスタン和声が繰り広げられる。
- 4. Vivace （ヴィヴァーチェ）ハ長調

トリオ付きのスケルツォとして構想され、ピッコロやグロッケンシュピール、ヴァイオリン独奏によって魅力的な楽器法が打ち出される。
- 5. Allegro （アレグロ）ホ短調

再びソナタ形式の楽章が続き、器楽曲の終曲としての役割を果たす。
- 6. Andante （アンダンテ）ホ長調

終楽章は、芸術の卓越性にささげる凱歌である（すべてにまさる芸術の力は、スクリャービンの諸作に共通する主題である）。器楽のみの導入部の後で2人の声楽家が、スクリャービン自身が作詞した6連の『芸術賛歌』のうち、最初の2連を歌う。メゾソプラノの歌い出しは、「おお、神と崇高なる芸術と調和の至高の象徴よ、そなたの前にわれわれは捧げものとして賛辞を送る」である。最後に合唱となる部分を、力強いフーガが占める。メゾソプラノとテノールの二重唱の後で、合唱は「地上の全能の支配者よ、そなたは人を揺り動かして栄えある行いをせしむる。万人よ来たれ、芸術の許に。われら芸術賛歌を歌わん」と歌う 。

## 初演と受容
1900年11月11日にペテルブルクにおいてアナトーリー・リャードフの指揮によって初演されたが、この時は現行の終楽章を含まないかたちでの上演だった。最初の全曲演奏は、1901年5月16日にモスクワで、ワシーリー・サフォーノフの指揮で行われた。ロシアの音楽評論家の反応は、圧倒的に否定的か、さもなくば無関心であった。とりわけ、時おりプロパガンダめいた衒学的なものと感じられる合唱フィナーレがきっかけで、初演後にかなりの指揮者が第6楽章を割愛しようとした。
スクリャービン作品の出版人にして庇護者だったミトロファン・ベリャーエフは、当然《交響曲 第1番》も発行してはいるのだが、大規模で贅沢な作品に対するスクリャービンの野望がほとんど何ももたらしはしなかったのだから、次回作の交響曲を合唱で始まるようにしようとすることは、さしあたって思い留まるようにとスクリャービンに警告した（実際、当初スクリャービンはそのような計画を持っていたが、後で撤回している）。
アーサー・イーグルフィールド＝ハルは、全曲初演から15年後に、「《交響曲 第1番》は、非常に美しい傑作である」と評している。

## 註記
1. ↑  Aspen no. 2, item 2: Scriabin Again and Again
2. ↑  Alain Cochard, 1996, Scriabin, Symphony No 1, UPC 730099458023.
3. ↑  Bernard Jacobson, 1991, Scriabin, Symphonies 1, 2 and 3, etc., UPC 724356772021.